# Хедчарчай
Хедчарчай (Рохчину, Кунах) — река в России, протекает в Лакском районе республики Дагестан. Длина реки составляет 14 км. Площадь водосборного бассейна — 50,9 км².
Начинается около перевала Рохчину на склонах одноимённого хребта. Течёт в общем северном направлении. Устье реки находится в 20 км по правому берегу реки Цамтичай у села Мукар.

## Данные водного реестра
По данным государственного водного реестра России относится к Западно-Каспийскому бассейновому округу, водохозяйственный участок реки — Сулак от истока до Чиркейского гидроузла. Речной бассейн реки — Терек.
Код объекта в государственном водном реестре — 07030000112109300001145.